# Camellia xanthochroma
Camellia xanthochroma är en tvåhjärtbladig växtart som beskrevs av Kuo Mei Feng och L.S. Xie. Camellia xanthochroma ingår i släktet Camellia och familjen Theaceae. Inga underarter finns listade i Catalogue of Life.